# Beatrice Harrison
Beatrice Harrison (Roorkee, 9 dicembre 1892 – Surrey, 10 marzo 1965) è stata una violoncellista britannica, attiva nella prima metà del XX secolo. Eseguì le anteprime di alcune importanti opere inglesi, in particolare quelle di Frederick Delius e realizzò le prime incisioni dei suoi lavori e di altri.

## Biografia

### Prima formazione
Beatrice Harrison nacque a Roorkee, nell'India nord-occidentale. La famiglia Harrison tornò in Inghilterra durante la sua infanzia e lei studiò al Royal College of Music, a Londra, e successivamente sotto Hugo Becker, e alla Universität der Künste Berlin di Berlino. Nel 1910 vinse il Premio Mendelssohn e fece il suo debutto alla Bechstein Hall di Berlino.

### Una famiglia musicale
Beatrice era sorella di May Harrison, violinista, studentessa di Leopold Auer, Margaret Harrison, pianista, ma forse meglio conosciuta come allevatrice di Irish Wolfhounds e giudice alle mostre di cani e di Monica Harrison. Come per la Mark Hambourg, questa era di quelle famiglie in cui ai bambini venivano insegnati strumenti diversi in modo che potessero suonare in gruppo. Una volta May sostituì Fritz Kreisler in un concerto di Mendelssohn ad Helsingfors. Sia May che Beatrice vinto rispettivamente la medaglia d'oro dell'Associated Board per violino e violoncello. La famiglia Harrison divenne amica di Roger Quilter e della sua cerchia durante i concerti dei soldati nel 1916. L'11 marzo 1918 Beatrice eseguì il Concerto per violoncello in si minore di Dvořák con la Royal Philharmonic Orchestra sotto Thomas Beecham.
Hugo Becker aveva parlato a Sir Henry Wood della sua ammirazione per il modo di suonare di Beatrice Harrison anche prima del suo debutto. Sia Edward Elgar che Wood erano suoi grandi ammiratori. May e Beatrice si esibirono insieme sotto la direzione di Wood nel Doppio concerto di Brahms.

### Prime esibizioni del repertorio di Delius
Beatrice fu la prima interprete della Sonata per violoncello di Delius (Wigmore Hall, 31 ottobre 1918): l'11 novembre May diede la prima esecuzione della Sonata per violino n. 1 di Delius, che successivamente registrò con Arnold Bax al pianoforte. Roger Quilter assistette ad entrambe le esibizioni, poiché in quel periodo nei concerti suonavano anche la sua musica. Il Concerto per violino, scritto a Grez-sur-Loing nel 1919, fece il suo debutto alla Queen's Hall con Albert Sammons (il dedicatario) sotto la direzione di Adrian Boult nello stesso anno. Beatrice e sua sorella eseguirono la prima del Concerto doppio di Delius (che aveva completato nel 1915 e dedicato a loro) alla sua presenza in un concerto sinfonico della Queen's Hall nel gennaio 1920. Dopo questo Delius tornò a Grez e, su richiesta di Beatrice Harrison, iniziò a lavorare al suo concerto per violoncello. Beatrice eseguì la Sonata per violoncello in un concerto a Parigi l'8 giugno. Dopo due mesi di lavoro ininterrotto nel suo appartamento di Hampstead, Delius terminò il concerto nella primavera del 1921 e fu eseguito dalla violoncellista che Sir Thomas Beecham chiamava "questa signora di talento". Quando i resti di Delius furono seppelliti di nuovo, secondo i suoi desideri, in un cimitero della campagna inglese meridionale, il 24 maggio 1935, il villaggio scelto fu Limpsfield vicino alla casa degli Harrison a Oxted nel Surrey: Beatrice Harrison suonò dopo il servizio, durante il quale Thomas Beecham fece il suo elogio funebre.

### Il concerto di Elgar

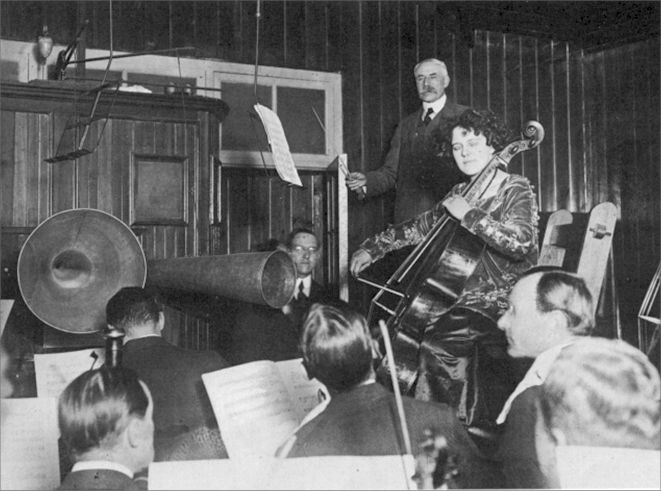
Harrison and Elgar on the recording session of Elgar's Cello Concerto, at HMV studio, November 1920.

La Harrison tenne la prima esecuzione del Concerto per violoncello di Edward Elgar fuori Londra, al Three Choirs Festival di Hereford nel 1921. Nel 1924 fece una tournée in Europa e in America e nel novembre del 1925 riapparve alla Royal Philharmonic in un concerto tutto dedicato a Elgar, eseguendo il Concerto per violoncello sotto la direzione di Elgar (aveva insistito sul fatto che lei fosse la solista ogni volta che dirigeva il lavoro, dopo che lei aver studiato il lavoro con lui prima di fare una registrazione acustica abbreviata). Questa fu l'occasione in cui fu assegnat la medaglia d'oro a Sir Edward da Henry Wood per conto della Società. Uno o due anni dopo, quando l'avvento della registrazione elettrica aveva migliorato il potenziale tecnico del grammofono, Beatrice Harrison fu la solista scelta per effettuare l'incisione "ufficiale" per la HMV del concerto con la direzione di Elgar.
Nel 1929 al festival di Harrogate partecipò a un concerto del festival di opere collegate al Gruppo di Francoforte (Quilter e colleghi) e nel 1933 Quilter riarrangiò per lei il suo L'Amour de moy per una trasmissione radiofonica.

### '... un usignolo che canta insieme a lei'
Le esibizioni di Beatrice Harrison sono diventate famose attraverso le prime trasmissioni di musica della BBC. Fece alcune registrazioni "live" in cui era seduta e suonava il suo violoncello nel giardino di casa sua a Oxted, e gli usignoli che frequentavano il posto cantavano mentre lei suonava. Tra le melodie così registrate figurano Le canzoni che mia madre mi ha insegnato (Dvořák), Chant Hindu (Rimsky-Korsakov) e la Londonderry Air (la melodia di Danny Boy). Furono anche registrati dischi degli usignoli che cantavano da soli e del coro all'alba nello stesso giardino. Queste registrazioni erano estremamente popolari.
La Harrison apparve come se stessa in The Demi-Paradise, come una violoncellista che suonava per accompagnare il canto degli usignoli per una trasmissione della BBC.

### Anche in tempo di guerra

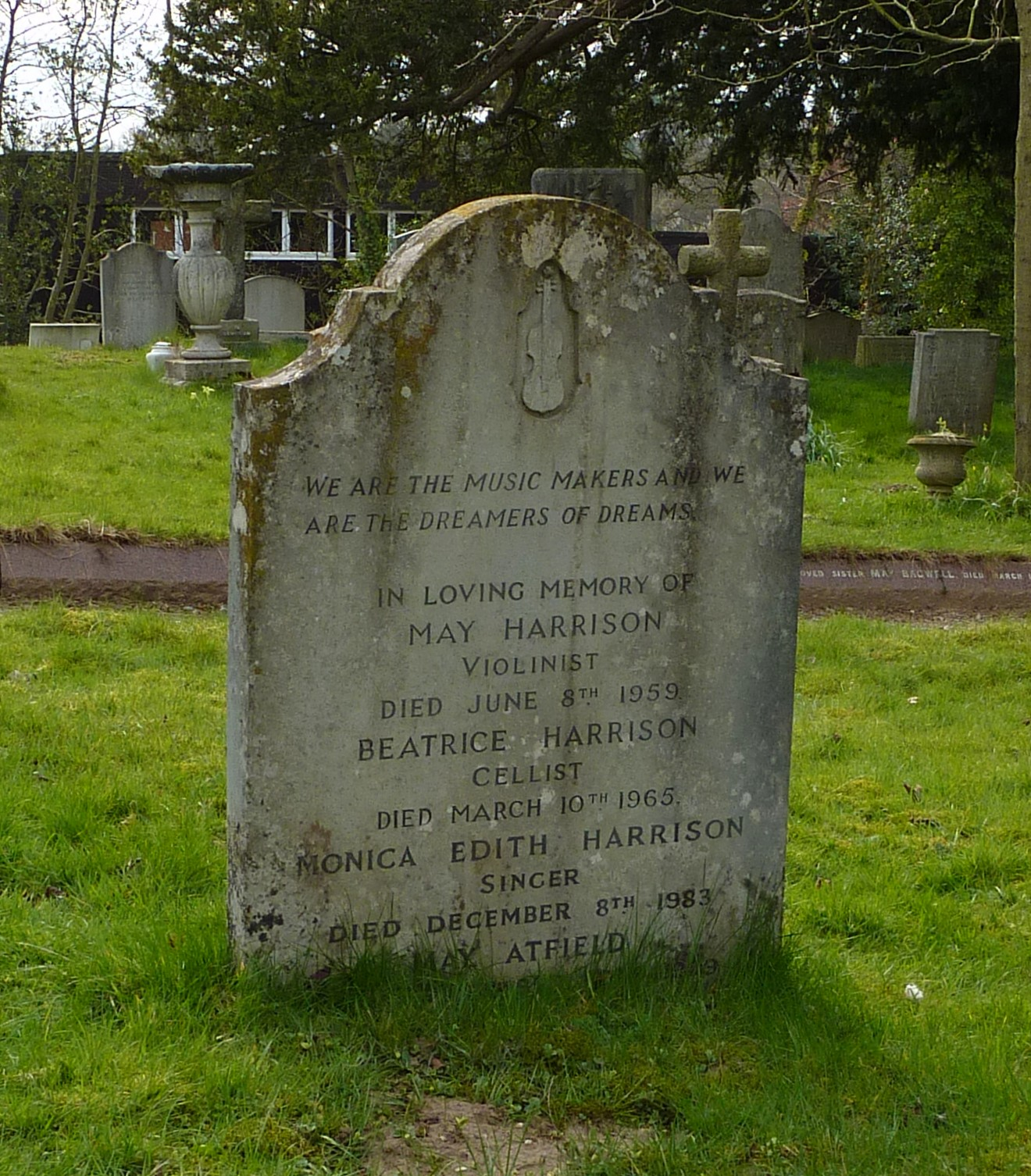
Beatrice Harrison's grave at St Peter's Church in Limpsfield, Surrey, photographed in 2013

Forse inevitabilmente il Concerto di Elgar fu il lavoro con cui è stata identificata più da vicino, non da ultimo nelle sue esibizioni per Henry Wood. Vi fu un'esibizione di grande successo nell'agosto 1937 e un'altra al concerto di Elgar del 27 agosto 1940, con la London Symphony Orchestra, nella vecchia Queen's Hall, meno di un anno prima che fosse distrutta dai bombardamenti tedeschi. In questa occasione lo stile della solista era particolarmente animato, facendo sì che i suoi riccioli "danzassero" in modo tale che gli orchestrali venivano distratti. Durante il concerto ci fu un crepitio di spari all'esterno e cadde dell'intonaco all'interno della sala. Sir Henry considerava la sua esibizione la migliore che avesse mai diretto. Fu una delle soliste inglesi che preso parte all'ultima stagione di Wood nel luglio del 1944, un mese prima della sua morte.
Beatrice Harrison possedeva e suonava un violoncello realizzato da Pietro Guarneri (Pietro da Venezia) (1695–1762).
Morì nel Surrey nel 1965.

## Concerto per il centenario
Il 9 dicembre 1992 nella Wigmore Hall si tenne il concerto per il centenario di Beatrice Harrison dal violoncellista Julian Lloyd Webber e dal pianista John Lenehan. Il programma consisteva in opere particolarmente legate alla violoncellista tra cui le Sonate per violoncello di John Ireland e Delius, nonché Pastoral and Reel di Cyril Scott che Lloyd Webber suonò con la sorella della Harrison, Margaret, al piano.

## Incisioni selezionate
- Elgar: Cello concerto (New Symphony Orchestra cond. by Edward Elgar) HMV D1507-9 (3 records).
- Delius: Cello Sonata (w. Harold Craxton, pno) HMV D1103-4 (2 records).
- Delius: Elegie, and Caprice (Orchestra cond. by Eric Fenby) HMV B3721 (1 record).
- Delius: Entr'acte and Serenade from Hassan Incidental Music (w. Margaret Harrison, pno). HMV B3274 (1 record).
- Nightingales/Londonderry Air/Chant Hindu HMV B2470 10"
- Dawn in an old world garden/Nightingales HMV B2469 10"
- Nightingales/Songs my mother taught me etc. HMV B2853 102

## Beatrice Harrison nella letteratura
- Le esibizioni di Beatrice Harrison con gli usignoli formarono l'argomento di una poesia "Le trasmissioni dell'usignolo" di Robert Saxton, che vinse il premio 2001 della Keats-Shelley Memorial Association.
- Le sue registrazioni con l'usignolo furono l'ispirazione per una commedia del 2004 di Patricia Cleveland Peck, ''The Cello and the Nightingale''.
- Si dice che le esibizioni di Beatrice Harrison con gli usignoli siano state un mezzo drammatico per introdurre un episodio di usignoli nel romanzo di John Preston del 2007 The Dig.